# 栄養体
栄養体（えいようたい）は、生物の生活環や生活史において、いわゆる生活を営む体を指す言葉である。生物の群によってやや異なった使い方がなされる。

## 概説
栄養体（えいようたい）というのは、主に植物、藻類、菌類など、かつて植物と見なされていた生物において用いられることが多い言葉であり、そのような生物において、栄養素を摂取し、成長し、生活する体を指すものである。栄養とは本来こうした営みを指す語であり、栄養素とは区別すべき語である。多細胞生物の場合、光合成のための器官、体を支える器官、栄養吸収のための器官など、栄養体にさまざまな構造が分化する場合もある。独立した体そのものではなく、それを構成する組織や器官を主体においた場合、栄養組織、栄養器官といった言葉を使う。意味的に対立するとすれば生殖器官である。
しかし、栄養体として分化した器官が、繁殖のために分化した形をとる場合がある。例えば根茎が分かれたり、根から不定芽を出したり、腋芽がムカゴになったりする場合であるが、このような生殖を栄養生殖、または栄養体生殖と呼び、無性生殖の一つと見なす。つまり、無性生殖のうち、胞子などの生殖細胞を形成する形でないものは、栄養体の活動と見なす。
菌類や藻類の中で、複雑な生活環を持つものでは、二つの体があって世代交代するものや、それ以上の数の世代が区別できるものがある。それぞれの世代が独立の生活をして、一定以上の成長をする場合には、それらを独立の栄養体と見なすこともある。しかし、ある世代が非常に退化的で、ごく一時的であったりする場合には、それを栄養体とは考えない場合もある。

## 植物
いわゆる植物界の生物（コケ植物、シダ植物、種子植物）は、いずれも配偶体と胞子体の二つの体が世代交代を行う生活環を持つ。コケ植物では、配偶体が生活の主体であるのに対して、胞子体は配偶体に寄生し、限定的な成長しか持ち得ない。したがって、コケ植物では配偶体が栄養体である。
シダ植物、種子植物では、これとは逆に、胞子体がよく発達し、配偶体は一時的でほとんど発達しない。したがって胞子体が栄養体である。これは、精子を形成し卵まで泳いで行かせるために遊離した水を必要とする、配偶体という世代を簡略化し、胞子体の体内へ閉じ込めることで、水に依存する必要を少なくする方向への進化が進んだものと考えられる。種子植物では、配偶体は肉眼的大きさに達せず、独立の生活を行わないので、栄養体と言うには値しない程度になっている。しかし、シダ植物では、配偶体は前葉体の名で呼ばれ、一応独立している。また、一部には前葉体のみで生育を続けているものもあり、栄養体としての機能を持っている。

## 藻類
藻類は、葉緑素を持ち、光合成を行い、それによって得られた栄養によって生命活動を行い、成長、分裂して増えて行く。また、ある時期にはそのような姿を捨て、遊走細胞を形成して接合するなど、有性生殖を行う。このような、有性生殖などにおいて特有な生殖器官を形成して特殊な活動をしている状態を除く、普段の生活を行なう姿が栄養体である。藻類の栄養体を葉状体 (Thallus) と言う。
藻類の栄養体は、単細胞、少数細胞からなる細胞群体、糸状細胞列、複数の細胞列からなる構造、平面的配列の細胞群、立体的配列の多細胞体等、さまざまな構造のものがある。
栄養体と生殖細胞の関係には、大きく2つの型がある。一つは、栄養体細胞がある時期にすべて生殖細胞に変化するものである。もう一つは、生殖細胞が特定の部位に新たに形成されるようなもので、この場合、栄養体から生殖細胞が分化する形になる。

## 菌類
菌類の生活は、細胞外の有機物を細胞外で消化分解し、吸収することで行われる。そのような活動を行うのが菌類の栄養体である。菌類の栄養体も葉状体 (Thallus pl.Thalli) というが、語感的には菌体といった表現に近い。
ツボカビ門においては、菌体の形は単細胞、仮根を持つ単細胞、仮根でつながった単細胞体に近いもの、多核の菌糸体等が見られる。単細胞的なものでは、栄養体がすべて生殖細胞に変化する。
それ以外の菌類では、栄養体の形はおおよそ単細胞の酵母型と、多細胞糸状の菌糸体のものに分かれる。

## 動物での使用例
動物的生物においても、この言葉が使用されることがある。
原生生物では運動能や生活様式の異なる複数の形態を取り得る生物は珍しくなく、栄養吸収して成長・増殖する形態を栄養体（栄養型、トロフォゾイト、trophozoite）と呼ぶ。したがって寄生性の場合には、栄養体が病原性と関係していることが多い。栄養体はシストのように休眠状態にあるものと対照させた用語であり、複数の異なる形態の総称として扱われることもある。例えばトリパノソーマ科では無鞭毛型、前鞭毛型、上鞭毛型、錐鞭毛型などといった形態を取り得るが、これらはいずれも栄養体である。これに対して赤痢アメーバやランブル鞭毛虫では、分裂をしないシストと分裂する栄養体の2型しかない。逆に非常に狭い意味に限って使う生物もあり、マラリア原虫には増殖を行う様々な形態が知られているが、赤内型増殖期の中のある一時期のみを栄養体と呼んでいる。
また、刺胞動物のヒドロ虫類の群体を作るものなどで、群体を形成する個々の個体に役割分担や、それに応じた分化が見られる場合がある。その場合、触手を発達させて餌をとる個体とクラゲを生じて生殖にかかわる個体が分化する例がある。この場合に、餌を取る個体を栄養個虫と呼んだり、生殖にかかわる個体を生殖個虫と呼んだりするが、この生殖個虫以外の部分を栄養体部 (trophosome) と呼ぶ。